# Mertasaari (ö i Södra Savolax, Nyslott, lat 62,17, long 28,90)
Mertasaari är en ö i Finland. Den ligger i sjön Enonvesi och i kommunen Enonkoski i den ekonomiska regionen  Nyslotts ekonomiska region  och landskapet Södra Savolax, i den sydöstra delen av landet, 300 km nordost om huvudstaden Helsingfors. Öns area är 1 hektar och dess största längd är 180 meter i öst-västlig riktning.